# Ananteris elisabethae
Espèce
Ananteris elisabethae est une espèce de scorpions de la famille des Ananteridae.

## Distribution
Cette espèce est endémique de Guyane. Elle se rencontre vers Kourou.

## Description
Le mâle holotype mesure 17,7 mm.

## Systématique et taxinomie
Cette espèce a été décrite par Lourenço en 2003.

## Étymologie
Cette espèce est nommée en l'honneur d'Elisabeth Nogueira Ferroni Schwartz.

## Publication originale
- Lourenço, 2003 : « The genus Ananteris Thorell (Scorpiones, Buthidae) in French Guyana. » Revista Iberica de Aracnologia, no 7, p. 182-188 (texte intégral).